# Christian Franz Dietrich von Fürstenberg

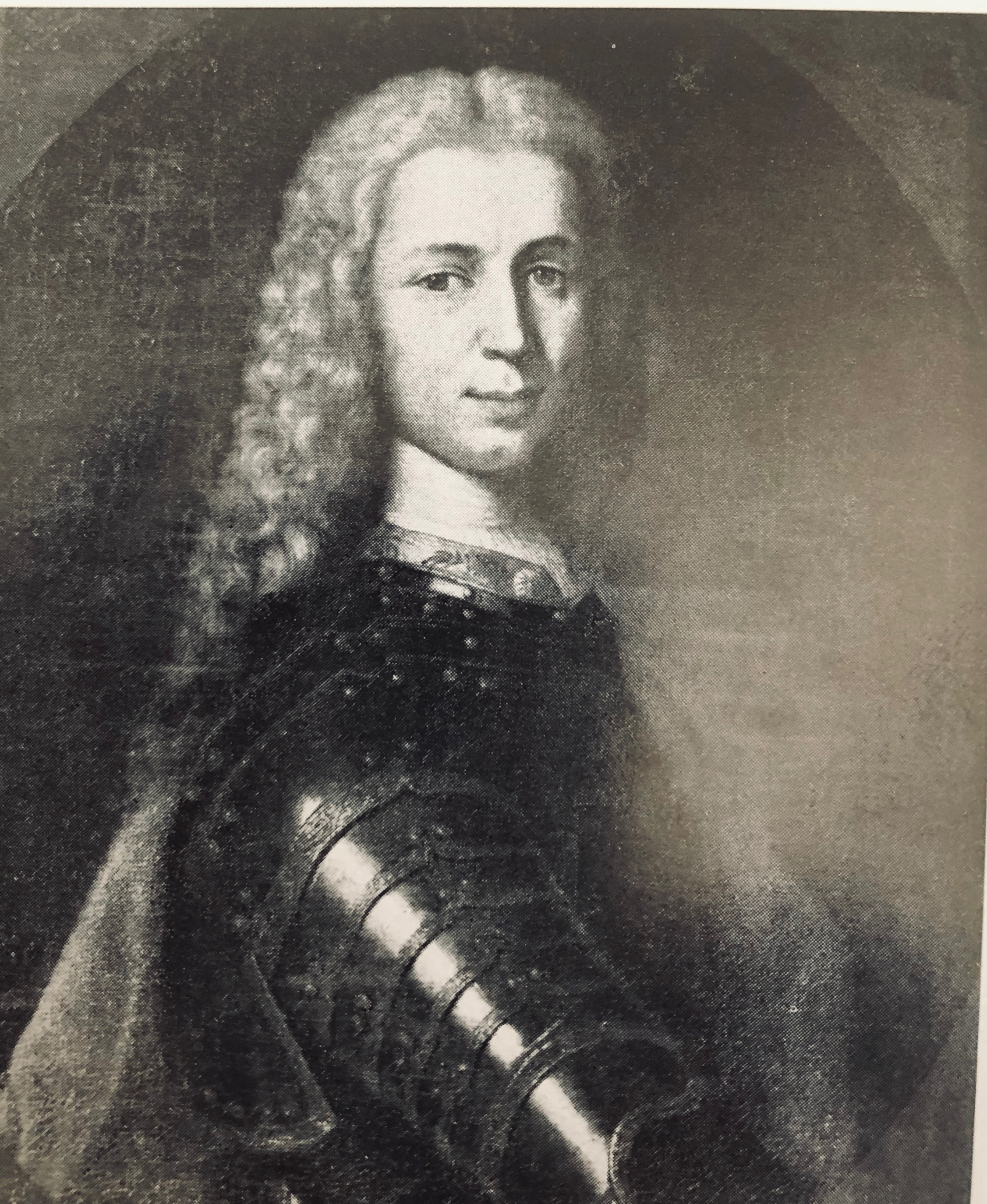
Christian Franz von Fürstenberg

Christian Franz Dietrich Reichsfreiherr von Fürstenberg (teilw. auch Christian Franz Theodor) (* 5. Februar 1689 auf Schloss Fürstenberg; † 24. August 1755 auf Schloss Herdringen) war zunächst Domherr, ehe er in den weltlichen Stand zurückkehrte und unter anderem Mitglied im Reichshofrat und Erbdrost verschiedener Ämter im Herzogtum Westfalen wurde.

## Frühe Jahre
Er war der fünfte Sohn des Ferdinand von Fürstenberg aus der westfälischen Familie von Fürstenberg und der Maria Theresia von Westphalen. Pate war unter anderem der spätere Fürstbischof Franz Arnold von Wolff-Metternich zur Gracht. Bereits im Alter von elf Jahren begann er mit einer auswärtigen Schulbildung in Köln und danach in Mainz. Zuletzt besuchte er das Jesuitengymnasium in Köln. Danach studierte er dort bis 1709 Rechtswissenschaften. Der Vater hatte ihn zwar als Stammherren einer zweiten Linie der Familie von Fürstenberg vorgesehen, aber wie die meisten nachgeborenen Söhne wurde er mit geistlichen Präbenden versehen. Seit 1691 hatte er die Anwartschaft auf eine Präbende in Halberstadt. Im Jahr 1694 resignierte Fürstbischof Hermann Werner von Wolff-Metternich zur Gracht ihm seine Dompräbende in Hildesheim. Von seinem Bruder Friedrich übernahm er 1705 die Präbende in Münster, verzichtete aber bald darauf wieder. Durch den Tod seines Bruders Wilhelm Franz Adolf kam er 1707 an eine Domherrenstelle in Paderborn. Die Emanzipation folgte dort 1710. Durch die Erkrankung seines Bruders Ferdinand Anton 1711 kam er erneut an eine Domherrenstelle in Münster.
Bevor er dort seine Residenzpflicht ableistete, absolvierte er das vorgeschriebene Biennium an der Sorbonne in Paris, wo er Rechtswissenschaften und Theologie studierte. Außerdem übte er sich in den für Adelige wichtigen Fertigkeiten des Reitens, Tanzens und Flötenspielens.
Zurück in Münster wurde er dort Ende 1712 emanzipiert und lebte in den folgenden Jahren von den Einkünften seiner verschiedenen Präbenden. Es wechselte zwischen Münster und Paderborn hin und her, besuchte auch seine Familie im Herzogtum Westfalen und machte einige weitere Reisen. Daneben widmete er sich der Geschichte und Theologie und betrieb italienische und spanische Sprachstudien. Obwohl seine älteren Brüder starben und er damit Erbe des Familienbesitzes wurde, behielt er seine Stellung bei. Auch nach dem Tod des Vaters 1718 zögerte er auf sie zu verzichten.

## Ämter und Besitz in Westfalen
Erst nach der Wahl von Clemens August von Bayern zum Fürstbischof in Münster resignierte er seine Domherrenstellen. Unmittelbar nach dem Tod des Vaters wurde er zum kurfürstlich westfälischen Rat ernannt. Auch übernahm er von ihm die Ämter des Erbdrosten von Bilstein, Fredeburg und Waldenburg. Er war auch durch Erbe Gerichtsherr in Oberkirchen und Vogt der Klöster Grafschaft und Ewig.
Stattdessen übernahm er den Familienbesitz und sah sich nach weltlichen Ämtern um, die es ermöglichten ein Leben zwischen Stadt und Land zu führen. Mit seinem Bruder Hugo Franz einigte er sich über das Familienerbe. Dieser verzichtete auf einen Anteil unter der Bedingung, dass Christian Franz Dietrich ihn an der Güterverwaltung beteiligen und seine Karriere in geistlichem Dienst fördern würde. Christian Franz Dietrich gab 10.000 Gulden aus, um dem Bruder eine Prälatur in Münster zu verschaffen und unterstützten ihn auch in den folgenden Jahrzehnten finanziell. Auch mit der Mutter, den Schwestern und den jüngeren Brüdern kam es zu finanziellen Abmachungen zur Sicherung ihres Lebens oder ihrer Ausbildung. Zu Beginn verfügte die Familie über fünf Haushalte. Die Mutter bekam als Witwensitz die Burg Schnellenberg. Die Haushalte auf der Adolfsburg, in Schloss Horst und in Haus Ichterloh wurden aufgelöst.
Hauptsitz war Schloss Herdringen. Der dortige Haushalt wurde verkleinert und strenger organisiert. Dennoch gehörten auch nach 25 Jahren noch 90 Personen dazu, obwohl Christian Franz Dietrich eigentlich nur 30 für nötig hielt. Im Jahr 1719 erwarb er ein landtagsfähiges Burglehen in Salzkotten. Im Jahr 1733 kaufte er das Gut Stirpe im Kirchspiel Erwitte und 1744 das Burghaus Schüngel in Neheim. Das Gut Schönholthausen und die Güter Hachen und Reigern erwarb er 1749. Es gelang indes nicht das Gut Wicheln zu erwerben. Dieses kaufte der Landesherr.
Auf seinen Ländereien wurde die Kalkherstellung zur Herstellung von Dünger und später auch der Anbau von Kartoffeln eingeführt. Für seine Pächter erstellte er eine vierzehn Seiten lange Ordnung. In gewerblicher Hinsicht betrieb er Hammerwerke in Langenei und Oberkirchen sowie seit 1750 einen Stahlhammer bei Olpe. Hinzu kamen bergbauliche Tätigkeiten im südlichen Sauerland aber auch in Ramsbeck und anderswo. Die nötige Holzkohle für die Betriebe kamen aus den eigenen Waldungen. Der Versuch der Errichtung einer Blaufarbenmühle bei Oberkirchen scheiterte indes. In Attendorn ließ er ab 1744 das bereits von seinem Vater geplante Armenhospital unterhalb der Burg Schnellenberg errichten.

## Auswärtige Dienste
Obwohl er am liebsten an einem westfälischen fürstbischöflichen Hof Dienst getan hätte, lehnte er aus Reichstreue die frankreichfreundliche Politik von Joseph Clemens von Bayern ab. Stattdessen reiste er 1720 nach Mainz. Er kümmerte sich um den dortigen Familienbesitz und trat in Kontakt mit Kurfürst Lothar Franz von Schönborn. Er erhoffte sich davon einen Posten am Kaiserhof in Wien und unternahm 1721 auch eine mehrmonatige Reise in die Kaiserstadt. Er übergab dort eine Denkschrift zum Zustand des Reiches insbesondere am Niederrhein und zur Besserung der dortigen Interessen des Kaisers. Einen ersten Antrittsbesuch beim Kaiser Karl VI. absolvierte er im März und erhielt im Juni 1721 die Aussicht auf eine Stelle am Reichshofrat. Im Jahr 1723 erhielt er auch den für westfälische Adelige seltenen Titel eines kaiserlichen Kammerherren.
Zurück in Mainz wurde er Ende Dezember 1721 zum geheimen kurfürstlichen Rat ernannt. In Bonn nahm er an Festen des neuen Kurfürsten Clemens August von Bayern teil. In Koblenz heiratete er 1722 Maria Anna von der Leyen. Diese starb indes schon 1723 nach der Geburt einer Tochter. Bereits 1724 heiratete er Maria Anna Theresia Agnes Luise von Hochsteden. Sie brachte erheblichen Besitz und eine hohe Mitgift mit in die Ehe. Clemens Lothar (1725–1791,  Erbddrost) stammt aus dieser Ehe. Im Jahr 1726 reiste er erneut mit seiner Familie nach Wien. Dort starb seine Frau und wurde im Stephansdom beigesetzt. Im Dezember 1727 und Januar 1728 leistete er seine Pflicht als Kammerherr ab und wurde 1728 zum Reichshofrat mit Sitz auf der Herrenbank ernannt. Für einige Wochen nahm er an den Sitzungen des Gremiums teil. Eine dauerhafte, in den ersten zehn Jahren kostspielige Stellung strebte er nicht an. Auch Interesse an weiteren Ämtern hatte er nicht mehr, blieb aber weiterhin kaisertreu gesinnt. Er reiste nach einer Reise durch Ungarn, Schlesien, Berlin, Sachsen und Thüringen zurück nach Westfalen. Für seinen Entschluss, auf eine Karriere bei Hofe zu verzichten, spielte auch eine große Anhänglichkeit und ein Pflichtgefühl gegenüber dem Herzogtum Westfalen eine Rolle.
Noch aus Wien teilte er der Familie mit, dass er als dritte Ehefrau die Stiftsdame aus dem Stift Nottuln,  Maria Antonetta Josepha von Galen (Tochter des Wilhelm Goswin Anton von Galen),  heiraten würde. Diese heiratete er 1728 in Dinklage. Aus der Ehe gingen fünf Söhne und vier Töchter hervor. Darunter waren Maria Anna (1732–1788, Äbtissin in Fröndenberg), Franz (1729–1810, Minister und Generalvikar)  und Franz Egon (1737–1825, Fürstbischof). Die Ehefrau starb 1739 bei einer Fehlgeburt. Wegen der großen Zahl von Kindern heiratete er die verwitwete Maria Theresia Felizitas von Schell (geb. von Nesselrode) im Jahr 1740. Die Ehe erwies sich als wenig harmonisch.

## Wirken in Westfalen
Obwohl der kurkölnische Minister Ferdinand von Plettenberg ihm eine enge Zusammenarbeit mit Aussicht auf die Position des Landdrosten anbot, blieb Christian Franz Dietrich auf Distanz und sah den Sturz Plettenbergs mit Genugtuung. Danach erhielt er verschiedene kurfürstliche Gunsterweise. So wurde er 1735 zum wirklichen geheimen Rat und zum Komtur des Ritterordens vom Heiligen Michael ernannt. Fürstenberg machte eine Reihe von Vorschlägen, um die Verwaltung effektiver und kostengünstiger zu machen. Kritik übte er auch an den kostspieligen Bauten des Kurfürsten und hohen Ausgaben im militärischen Bereich.
Durch seine Besitzungen gehörte er den Landtagen der Hochstifte Münster und Paderborn und des Herzogtums Westfalen in Arnsberg an. Während er die erstgenannten nur unregelmäßig besuchte, nahm er häufig an denen in Arnsberg teil. Er gehörte dort auch als Mitglied der Ritterschaft den Quartalskonventionen an, die zwischen den allgemeinen Landtagssitzungen die laufenden Geschäfte führten. Im Streit um die Stellung der Regierung in Arnsberg mit dem Hofrat in Bonn sprach sich von Fürstenberg für eine weiterhin eigenständige Verwaltung und einen vom Rheinland selbstständigen Landtag im Herzogtum Westfalen aus. In seinen 1735 geschriebenen patriotischen Gedanken kritisierte er die reichswidrige Haltung einer Reihe kurfürstlicher Berater. Auch an einigen hohen Ausgaben der Landstände und der Dauer der Landtage übte er Kritik. Besonders dem Oberkellner Bernhard Adolf von Dücker, einem der Hauptvertreter der Partei Plettenbergs, stand er nicht nur wegen seines häufigen Aufenthalts in Bonn und Köln für private Geschäfte, sondern auch wegen eines Darlehen der Landstände für die Drahtfabrik Dückers in Rödinghausen kritisch gegenüber. Insgesamt machte er sich mit seinen Äußerungen unter den hohen Beamten des Landes wenig Freunde.
Einen beträchtlichen Teil des Jahres verbrachte er mit Inspektionsreisen zu seinen Besitzungen bis hin ins Gelderland zum Erbe von Hochsteden. Hinzu kamen Reisen nach Köln und anderen Städten. Er besuchte auch die Höfe in Koblenz, Paderborn und Münster sowie die Sitze verwandter Adelsgeschlechter. Seine Gedanken zu Erziehung, Güterverwaltung und ähnlichem schrieb er umfangreiche Instruktionen nieder. Insbesondere der Erziehung der Kinder widmete Christian Franz Dietrich darin große Aufmerksamkeit. Die Kinder wurden so lange wie möglich zu Hause erzogen. Besonderer Wert wurde auf die religiöse Erziehung, Sprachen, Mathematik, Geschichte und anderen Fächern bei den Söhnen gelegt. Weniger umfangreich war das Bildungsprogramm bei den Töchtern.